# María José Rienda
María José Rienda Contreras (ur. 12 czerwca 1975 w Granadzie) – hiszpańska narciarka alpejska.

## Kariera
Pierwszy raz na arenie międzynarodowej pojawiła się w 1992 roku, startując na mistrzostwach świata juniorów w Mariborze. Zajęła tam między innymi 26. miejsce w kombinacji i 39. miejsce w gigancie.
W zawodach Pucharu Świata zadebiutowała 2 lutego 1994 roku w Sierra Nevada, gdzie zajęła 56. miejsce w zjeździe. Pierwsze pucharowe punkty zdobyła 8 stycznia 1995 roku w Haus, zajmując 20. miejsce w gigancie. Pierwszy raz na podium zawodów tego cyklu stanęła 25 października 2003 roku w Sölden, zajmując trzecie miejsce w tej samej konkurencji. W zawodach tych wyprzedziły ją jedynie Niemka Martina Ertl i Anja Pärson ze Szwecji. W kolejnych startach jeszcze dziesięć razy stawała na podium, odnosząc przy tym sześć zwycięstw, wszystkie w gigancie: 20 lutego 2005 roku w Åre, 13 marca 2005 roku w Lenzerheide, 10 grudnia 2005 roku w Aspen, 3 i 4 lutego 2006 roku w Ofterschwang oraz 5 marca 2006 roku w Hafjell. Najlepsze wyniki osiągnęła w sezonie 2005/2006, który ukończyła na 13. pozycji w klasyfikacji generalnej i drugiej w klasyfikacji giganta. Ponadto w sezonach 2003/2004 i 2004/2005 była trzecia w klasyfikacji giganta.
W 1994 roku wystartowała na igrzyskach olimpijskich w Lillehammer, zajmując miejsca w trzeciej dziesiątce. Startowała na czterech kolejnych edycjach tej imprezy, najwyższą lokatę zajmując podczas igrzysk olimpijskich w Salt Lake City w 2002 roku. Zajęła tam szóste miejsce w gigancie, tracąc 0,86 sekundy do brązowej medalistki, Sonji Nef ze Szwajcarii. Była też między innymi dziewiąta w gigancie na mistrzostwach świata w Sestriere w 1997 roku oraz rozgrywanych osiem lat później mistrzostwach świata w Bormio/Santa Caterina.
W 2011 roku zakończyła karierę.

## Osiągnięcia

### Igrzyska olimpijskie
| Miejsce | Dzień     | Rok  | Miejscowość    | Konkurencja | Czas biegu | Strata | Zwyciężczyni         |
| ------- | --------- | ---- | -------------- | ----------- | ---------- | ------ | -------------------- |
| 29.     | 15 lutego | 1994 | Lillehammer    | Supergigant | 1:22,15    | +2,50  | Diann Roffe          |
| 21.     | 24 lutego | 1994 | Lillehammer    | Gigant      | 2:30,97    | +8,48  | Deborah Compagnoni   |
| DNF1    | 26 lutego | 1994 | Lillehammer    | Slalom      | 1:56,01    | -      | Vreni Schneider      |
| 14.     | 19 lutego | 1998 | Nagano         | Slalom      | 1:32,40    | +4,06  | Hilde Gerg           |
| 12.     | 20 lutego | 1998 | Nagano         | Gigant      | 2:50,59    | +4,95  | Deborah Compagnoni   |
| 15.     | 20 lutego | 2002 | Salt Lake City | Slalom      | 1:46,10    | +6,01  | Janica Kostelić      |
| 6.      | 22 lutego | 2002 | Salt Lake City | Gigant      | 2:30,01    | +2,52  | Janica Kostelić      |
| 37.     | 20 lutego | 2006 | Turyn          | Supergigant | 1:32,47    | +3,56  | Michaela Dorfmeister |
| 13.     | 24 lutego | 2006 | Turyn          | Gigant      | 2:09,19    | +2,94  | Julia Mancuso        |
| 38.     | 25 lutego | 2010 | Vancouver      | Gigant      | 2:27,11    | +10,34 | Viktoria Rebensburg  |

### Mistrzostwa świata
| Miejsce | Dzień       | Rok  | Miejscowość   | Konkurencja | Czas biegu | Strata | Zwyciężczyni          |
| ------- | ----------- | ---- | ------------- | ----------- | ---------- | ------ | --------------------- |
| 21.     | 22 lutego   | 1996 | Sierra Nevada | Gigant      | 2:10,74    | +6,32  | Deborah Compagnoni    |
| 18.     | 24 lutego   | 1996 | Sierra Nevada | Slalom      | 1:31,46    | +6,35  | Pernilla Wiberg       |
| 9.      | 9 lutego    | 1997 | Sestriere     | Gigant      | 2:39,19    | +2,66  | Deborah Compagnoni    |
| 13.     | 11 lutego   | 1999 | Vail          | Gigant      | 2:08,54    | +2,88  | Alexandra Meissnitzer |
| 26.     | 13 lutego   | 1999 | Vail          | Slalom      | 1:33,97    | +3,58  | Zali Steggall         |
| 30.     | 29 stycznia | 2001 | St. Anton     | Supergigant | 1:23,44    | +2,16  | Régine Cavagnoud      |
| DNF1    | 7 lutego    | 2001 | St. Anton     | Slalom      | 1:32,95    | -      | Anja Pärson           |
| 10.     | 9 lutego    | 2001 | St. Anton     | Gigant      | 2:19,01    | +3,55  | Sonja Nef             |
| DNF1    | 13 lutego   | 2003 | Sankt Moritz  | Gigant      | 2:30,97    | -      | Anja Pärson           |
| DNF1    | 15 lutego   | 2003 | Sankt Moritz  | Slalom      | 1:39,55    | -      | Janica Kostelić       |
| 9.      | 8 lutego    | 2005 | Bormio        | Gigant      | 2:13,63    | +      | Anja Pärson           |
| DNF2    | 11 lutego   | 2005 | Bormio        | Slalom      | 1:47,98    | -      | Janica Kostelić       |
| 28.     | 8 lutego    | 2011 | Ga-Pa         | Supergigant | 1:51,80    | +4,86  | Elisabeth Görgl       |
| 31.     | 19 lutego   | 2011 | Ga-Pa         | Slalom      | 1:45,79    | +5,83  | Marlies Schild        |

### Puchar Świata

#### Miejsca w klasyfikacji generalnej
- sezon 1994/1995: 95.
- sezon 1995/1996: 95.
- sezon 1996/1997: 79.
- sezon 1997/1998: 96.
- sezon 1998/1999: 57.
- sezon 1999/2000: 51.
- sezon 2000/2001: 39.
- sezon 2001/2002: 45.
- sezon 2002/2003: 29.
- sezon 2003/2004: 24.
- sezon 2004/2005: 19.
- sezon 2005/2006: 13.
- sezon 2008/2009: 105.

#### Zwycięstwa w zawodach
1. Åre – 20 lutego 2005 (gigant)
2. Lenzerheide – 13 marca 2005 (gigant)
3. Aspen – 10 grudnia 2005 (gigant)
4. Ofterschwang – 3 lutego 2006 (gigant)
5. Ofterschwang – 4 lutego 2006 (gigant)[1]
6. Hafjell – 5 marca 2006 (gigant)

#### Pozostałe miejsca na podium
1. Sölden – 25 października 2003 (gigant) – 3. miejsce
2. Maribor – 24 stycznia 2004 (gigant) – 3. miejsce
3. Åre – 22 lutego 2004 (gigant) – 2. miejsce
4. Sölden – 23 października 2004 (gigant) – 3. miejsce
5. St. Moritz – 22 grudnia 2004 (gigant) – 3. miejsce